# Nora Krusze
Nora Karin Teodora Krusche (po 1945 używała spolszczonej formy Krusze) (ur. 11 listopada 1912 w Łodzi, zm. 1 maja 2004 w Warszawie) – polska agrotechnik, prof. dr. hab. ogrodnictwa SGGW-AR w Warszawie.

## Życiorys
Jej ojcem był Edward Krusche, inżynier chemik, właściciel zakładów "Towarzystwa Akcyjnego Fabryk Wyrobów Bawełnianych Krusche i Ender" w Pabianicach, zaś matką Wanda z domu Hadrian, bratem był chemik Harald Krusche. Studiowała na Wydziale Ogrodnictwa w Szkole Głównej Gospodarstwa Wiejskiego, pod kierunkiem prof. Stefana Moszczeńskiego. Po wybuchu II wojny światowej uczestniczyła w działaniach konspiracyjnych w Biurze Informacji i Propagandy w podwydziale „Pomocy Żołnierzowi”. W czasie powstania warszawskiego była członkiem Armii Krajowej pod pseudonimem "Aga". Przydzielono ją do VI Obwodu Warszawskiego Okręgu AK, prowadziła tzw. garkuchnię żywiącą powstańców. Po zakończeniu wojny powróciła do pracy naukowej w Szkole Głównej Gospodarstwa Wiejskiego, była dziekanem Wydziału Ogrodnictwa. Od 1955 kierowała Zakładem Organizacji Socjalistycznych Przedsiębiorstw Ogrodniczych w Katedrze Organizacji Socjalistycznych Przedsiębiorstw Rolnych na Wydziale Inżynieryjno-Ekonomicznym Rolnictwa. W 1956 zmieniono nazwę Zakład Organizacji Produkcji Ogrodniczej, a dwadzieścia lat później na Zakład Ekonomiki i Organizacji Ogrodnictwa. W 1979 Zakład przeniesiono na Wydział Ogrodniczy i wszedł w skład Instytutu Produkcji Ogrodniczej. Decyzja o likwidacji Instytutów zbiegła się z przejściem Nory Krusche na emeryturę, mimo tego pozostała czynna zawodowo. Od 1972 była członkiem Komitetu Nauk Ogrodniczych PAN, przewodniczyła Zespołowi ds. Organizacji i Ekonomiki Ogrodnictwa. W 1981 została przewodniczącą IV kadencji, a następnie uhonorowano ją członkostwem honorowym.
Dorobek naukowy Nory Krusche poza publikacjami naukowymi obejmuje również podręczniki akademickie m.in. „Ogólna ekonomika ogrodnictwa” oraz wydawnictwa związane z technologią żywienia „Pieczarki”, „Ogrodnictwo w tabelach”, „Głód i sytość na naszym globie” (wspólnie z Krystyną Ożarowską i Jadwigą Szklarską). W uznaniu zasług dla działalności naukowej w 1973 została odznaczona Orderem Polonia Restituta. Zmarła w Warszawie w wieku 91 lat, spoczywa na cmentarzu ewangelicko-augsburskim przy ulicy Młynarskiej w Warszawie, aleja 58a, rząd 1, miejsce 90.

## Publikacje
- "Pieczarki" /1956/;
- "Podmiejska gospodarka warzywna. Stan i perspektywa rozwoju w okręgu warszawskim" /1958/;
- "Gospodarka ogrodnicza w Polsce" /1964/;
- "Ogólna ekonomika ogrodnictwa (w zarysie): Podręcznik dla studentów wyższych szkół rolniczych" /1965/;
- "Ekonomika i organizacja przedsiębiorstw ogrodniczych: Podręcznik dla wydziałów ogrodniczych akademii rolniczych" /1976/;
- "Ćwiczenia z ekonomiki i organizacji produkcji ogrodniczej. Zeszyt 3, Projektowanie przedsiębiorstw ogrodniczych" /1979/;
- "Organizacja i ekonomika przedsiębiorstw ogrodniczych" /1984/;
- "Ogrodnictwo w tabelach" praca zbiorowa pod redakcją Nory Krusze /1984/;
- "Ogólna ekonomika ogrodnictwa: Podręcznik dla studentów wyższych szkół rolniczych" /1985/.